# Necrodeath
I Necrodeath sono un gruppo musicale thrash/black metal italiano, formatosi nel 1984 a Genova per idea del batterista Peso e del chitarrista Claudio.
Sono uno dei primi gruppi thrash originatisi in Italia, assieme ad altri come Bulldozer e Schizo. La loro musica è un connubio tra un violento thrash metal e uno stile vocale tipico del black metal, corredato da testi prettamente anti-cristiani. Stando alle loro dichiarazioni, i Necrodeath hanno avuto una certa influenza su svariate formazioni di metal estremo come Cradle of Filth, Mayhem, Immortal, At the Gates, Brutal Truth e Marduk. La musica della band è ispirata al sound di Slayer, Sodom, Dark Angel, Possessed, Venom, Kreator, Celtic Frost e Bathory.

## Storia

### Gli inizi
(Phil Anselmo in un'intervista del 2004)
I Necrodeath si formarono a Genova il 5 febbraio 1984, con il nome Ghostrider, ad opera del batterista Peso e del chitarrista Claudio. I due decisero di far nascere un proprio gruppo in seguito alla tappa italiana del tour dei Venom alla quale Peso e Claudio assistettero. Fin dalle prime apparizioni, i componenti si facevano conoscere con gli pseudonimi Ingo Veleno (voce), Mark Peso (batteria), Fuckin' Clod (chitarra) e Peter Volcano (basso). Con questa formazione incisero la demo Mayhemic Destruction. Nel 1985 il nome del gruppo fu ufficialmente cambiato in Necrodeath e con esso i loro relativi nomi si trasformarono da Ingo Veleno in Ingo, da Mark Peso in Peso e da Fuckin' Clod in Claudio, mentre Peter Volcano venne sostituito da Paolo. Così venne inciso, nello stesso anno, il demo The Shining Pentagram.

### Gli esordi
I Necrodeath esordirono con il primo concerto dal vivo assieme agli Hate il 21 marzo 1986 al Teatro Verdi di Sestri Ponente. Nel 1987 pubblicarono il loro disco di debutto, dal titolo Into the Macabre, album caratterizzato da un thrash metal violento e chiaramente ispirato a Slayer, Bathory, Venom, Possessed, Dark Angel e Kreator. Acquisita una buona fama, nel 1989 il gruppo pubblicò il secondo capitolo discografico, denominato Fragments of Insanity. La carriera dei Necrodeath subì un arresto sul nascere e il comportamento poco professionale della loro etichetta discografica spinse la band a sciogliersi improvvisamente agli inizi degli anni novanta. Ogni componente si dedicò a nuovi progetti; da rilevare che nel 1991 Peso fondò, insieme al chitarrista Tommy Talamanca, il gruppo death metal Sadist (ispirato dal nome di una vecchia canzone dei Necrodeath, "Necrosadist"), uno dei più importanti gruppi death metal italiani che ha avuto anche occasione di suonare con i Carcass nel 1995.

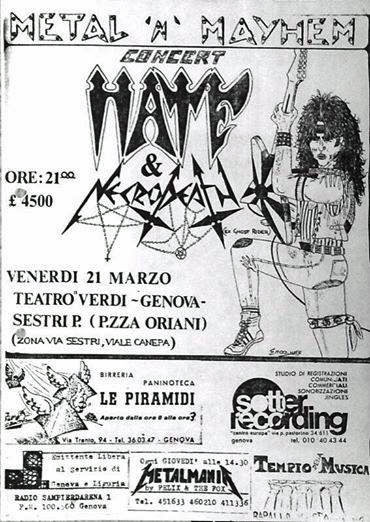
Manifesto del primo concerto dei Necrodeath del 21 marzo 1986 al Teatro Verdi di Genova-Sestri Ponente.

### La Reunion
Dopo circa otto anni di inattività, nel 1998 i Necrodeath si riformarono con una nuova formazione e i membri fondatori Peso e Claudio ingaggiarono alla voce Flegias degli Opera IX e al basso John. Il disco del dopo riunione fu Mater of All Evil, uscito nel 1999. Con la medesima formazione, il gruppo incise negli anni successivi Black as Pitch (2001) e Ton(e)s of Hate (2003). 100% Hell (2006) fu invece composto con il chitarrista Andy, ingaggiato dagli "Andrasta", in sostituzione di Claudio, uscito dal gruppo per motivi familiari. Il disco vede anche Cronos dei Venom come ospite speciale, il quale venne introdotto alla band tramite il giornalista Luca Bosio, un amico del gruppo di Peso.

### Attività recenti
I Necrodeath sono attualmente sotto l'etichetta Scarlet Records e sono distribuiti all'estero dalla tedesca SPV GmbH e dalla Audioglobe. Con queste case nell'ottobre 2007 il gruppo ha pubblicato un nuovo album, intitolato Draculea, un concept album dedicato al conte Vlad Ţepeş. Il disco vede la partecipazione come chitarrista di Pier Gonella, membro di Labyrinth e Mastercastle, in sostituzione di Andy. L'ultima, recente novità è stata proclamata dagli stessi Necrodeath il 18 luglio 2008 subito dopo il loro concerto al Metal on Earth: John, dopo ben 10 anni di attività con il gruppo, decide di lasciare la band, mentre Pier ne diventa membro stabile dopo la partecipazione a Draculea. Nel settembre 2008 entra in formazione come bassista GL, membro degli Enough to Kill e Rage Against You. Nel maggio 2009 i Necrodeath pubblicano un nuovo album, intitolato Phylogenesis un concept album sulla genesi umana, anch'esso per l'etichetta Scarlet Records. Il 5 febbraio 2010 i Necrodeath celebrano i 25 anni di attività pubblicando un album di cover, intitolato Old Skull. L'album raccoglie brani di band che hanno ispirato i Necrodeath sin dagli esordi della loro carriera (Venom, Slayer, Black Sabbath...) inoltre vi è la partecipazione di membri dei Bulldozer, Schizo ed ex componenti Necrodeath. Nel 2011 esce per Scarlet Records The Age of Fear, un album raccolta della lunga carriera Necrodeath. Sempre nel 2011 e sempre sotto Scarlet viene pubblicato un nuovo album inedito dei Necrodeath, chiamato Idiosyncrasy, un concept album composto da un'unica traccia di 40 minuti, con una copertina ispirata alle locandine dei film di Quentin Tarantino. Nel 2013 pubblicano il loro primo DVD live, Hellive registrato nei concerti del 2012 a Scordia e a Milano, mentre nel 2014 esce il loro decimo album in occasione del trentennale della loro carriera, The 7 Deadly Sins, concept album dedicato ai sette vizi capitali.
Nel settembre 2015 la band pubblica un nuovo singolo intitolato "Headhunting". Prodotto dalla casa discografica "Terror from hell" records, vede ospiti "Mantas", chitarrista fondatore dei Venom, e "Tony Dolan", più conosciuto come "Demolition Man".
Nel 2018 è il turno di The Age of Dead Christ, un album che segna il ritorno a un suono old school , supportato da un lungo tour, inizialmente programmato appositamente su 33 date. Il 2019 invece vede la band impegnata con il "remake" (alcuni brani erano già presenti in album precedenti del gruppo, che ha sempre amato le "autocover") del secondo album, ovvero "Defragments of Insanity". Nell'aprile del 2020 esce l'EP "Neraka" (Inferno, in indonesiano"), che non vedrà mai la luce sul palco, causa pandemia. Riescono comunque a sfruttare questo infausto periodo dedicandosi a raccontare le loro gesta allo scrittore Massimo Villa, che ne pubblica una biografia nel novembre del 2021 per Arcana Edizioni, dal titolo "Necrodeath - The Shining Book", accolta positivamente sia dal pubblico che dalla critica.
Il ritiro dalle scene (2025)
Il 17 gennaio 2025, dopo 40 anni di attività, la band ha comunicato che il 2025 sarà l'ultimo anno sulle scene musicale; "Abbiamo pensato che quarant’anni di carriera musicale sarebbe stato un buon traguardo a cui ambire per poi decidere di smettere".

## Formazione

### Formazione attuale
- Peso – batteria (1985-1990, 1998-presente)
- Flegias – voce (1998-presente)
- Pier Gonella – chitarra (2003-2005, 2008-presente)
- GL – basso (2008-presente)

### Ex componenti
- Peter Volcano – basso (1985)
- Paolo – basso (1985-1990)
- Ingo – voce (1985-1990)
- Claudio – chitarra (1985-1989, 1998-2003)
- Andy – chitarra (2005-2006)
- Maxx – chitarra (2007-2008)
- John – basso (1998-2008)

## Discografia
Album in studio
- 1987 – Into the Macabre
- 1989 – Fragments of Insanity
- 1999 – Mater of All Evil
- 2001 – Black as Pitch
- 2004 – Ton(e)s of Hate
- 2006 – 100% Hell
- 2007 – Draculea
- 2009 – Phylogenesis
- 2011 – Idiosyncrasy
- 2014 – The 7 Deadly Sins
- 2018 – The Age of Dead Christ
- 2019 – Defragments of Insanity
- 2023 – Singin' in the Pain
- 2025 – Arimortis

Raccolte
- 2005 – 20 Years of Noise 1985 - 2005
- 2010 – Old Skull
- 2011 – The Age of Fear

EP
- 2015 – Headhunting
- 2019 – Neraka

Demo
- 1985 – The Shining Pentagram

Collaborazioni
- 1990 – Mondocane: Project One (con gli Schizo)
- 2012 – Back to the Abyss (con i Ghostrider)

## Videografia
- 2001 – From Hate to Scorn - Home Video
- 2013 – Hellive